# Clemmensenova redukce
Clemmensenova redukce je chemická reakce popsaná jako redukce ketonů a aldehydů na alkany za použití zinkového amalgamu a kyseliny chlorovodíkové. Reakce je pojmenována po dánském chemikovi Eriku Christianu Clemmensenovi.
Clemmensenova redukce je zvláště účinná při redukci aryl-alkyl ketonů. Pro alifatické ketony je mnohem výhodnější redukce kovovým zinkem.
Reaktanty musí být stálé ve velmi kyselém prostředí Clemmensenovy redukce. Reaktanty nestálé v kyselém prostředí mohou být podrobeny Wolffově-Kižněrově redukci, která používá velmi zásadité prostředí. Uhlík karbonylové skupiny přechází z sp2 hybridizace do sp3 hybridizace. Atom kyslíku odchází v molekule vody.